# 森哲
森 哲（もり さとし、1949年5月10日 - ）は、元バスケットボール選手。

## 来歴
熊本工業高から明大に進み、インカレ連覇などに貢献。
卒業後、住友金属に入社し、籠球団に所属。住金黄金時代の中心選手として活躍。第8回（1974年度）と第11回（1977年度）はMVPにも輝く。
全日本としてミュンヘン、モントリオールのオリンピック2大会に出場。主将も務めた。
現在は富士常葉大学の監督。